# 나카오치촌
나카오치촌(中邑知村)은 이시카와현 하쿠이군에 설치되었던 촌이다.

## 역사
- 1889년 4월 1일 - 정촌제 시행에 의해 7개 촌의 구역을 가지고 성립하였다.
- 1930년 5월 1일 - 기타오치촌, 와카베촌과 합병해 오치촌이 성립하여, 동일 나카오치촌은 폐지되었다.

## 참고문헌
- 角川日本地名大辞典 17 石川県